# Гацада Скјано
Гацада Скјано (итал. Gazzada Schianno) је насеље у Италији у округу Варезе, региону Ломбардија.
Према процени из 2011. у насељу је живело 4431 становника. Насеље се налази на надморској висини од 382 м.

## Становништво
| 1936. | 1951. | 1961. | 1971. | 1981. | 1991. | 2001. | 2011. |
| ----- | ----- | ----- | ----- | ----- | ----- | ----- | ----- |
| 2.353 | 3.069 | 3.961 | 4.599 | 4.523 | 4.537 | 4.517 | 4.644 |